# ملكة جمال الأرض
ملكة جمال الأرض هي مسابقة ملكة جمال دولية سنوية تحت عنوان البيئة لتعزيز الوعي البيئي والمحافظة والمسؤولية الاجتماعية. المسابقة هي ثالث أكبر مسابقة ملكة جمال في العالم من حيث عدد المسابقات على المستوى الوطني للمشاركة في النهائيات العالمية. إلى جانب ملكة جمال العالم وملكة جمال الكون وملكة جمال العالم، تعد المسابقة واحدة من أكبر أربع ملكات جمال دولية - أكثر ألقاب الجمال المرغوبة بين جميع مسابقات المسابقات الدولية.
يكرس حاملو اللقب عامهم للترويج لمشاريع محددة وغالبًا ما يعالجون القضايا المتعلقة بالبيئة والتحديات العالمية الأخرى. الضيوف والمعارض البيئية وبرامج سرد القصص للأطفال وعروض الأزياء البيئية والأنشطة البيئية الأخرى.
الفائز بجائزة Miss Earth هو المتحدث باسم مؤسسة Miss Earth ، وبرنامج الأمم المتحدة للبيئة (UNEP) ومنظمات بيئية أخرى. تعمل مؤسسة Miss Earth أيضًا مع الإدارات والوزارات البيئية في البلدان المشاركة، والقطاعات الخاصة والشركات المختلفة، بالإضافة إلى مؤسسة الحياة البرية العالمية (WWF).
ملكة جمال الأرض الحالية هي ليندسي كوفي الأمريكية التي توجت في 29 نوفمبر 2020.

## تاريخيا

### النشأة
أطلقت شركة Carousel Productions النسخة الأولى من Miss Earth في عام 2001 كحدث بيئي دولي بهدف توجيه صناعة الترفيه في مسابقة ملكة الجمال كأداة فعالة لتعزيز الحفاظ على البيئة. تم تقديم المسابقة لأول مرة رسميًا في مؤتمر صحفي في 3 أبريل 2001.
ترتبط المسابقة بالوكالات الحكومية الفلبينية، مثل وزارة السياحة الفلبينية (DoT)، ووزارة البيئة والموارد الطبيعية (DENR)، وهيئة تنمية العاصمة مانيلا (MMDA)، فضلاً عن المجموعات البيئية الدولية مثل كبرنامج الأمم المتحدة للبيئة (UNEP) و Greenpeace ، لتعزيز دعوتها البيئية. تسافر الفائزة بالمسابقة ومحكمتها الابتدائية إلى بلدان مختلفة وشاركوا في مشاريع مع الإدارات والوزارات البيئية في البلدان المشاركة. يشارك المندوبون أيضًا في احتفالات غرس الأشجار وبرامج الانغماس البيئي والثقافي ورعاية الزيارات والجولات.
في أكتوبر 2001، تبنت ملكة جمال الأرض شعار «الجمال من أجل قضية»،  ولكن في عام 2003 تم منح أول جائزة «الجمال من أجل قضية». في عام 2004، تم إنشاء مؤسسة ملكة جمال الأرض لتعزيز أسباب المسابقة والعمل مع المجموعات المحلية والدولية والمنظمات غير الحكومية التي تشارك بنشاط في الحفاظ على البيئة وتحسينها. تركز حملة Miss Earth Foundation على تثقيف الشباب في الوعي البيئي يقوم مشروعها الرئيسي "I Love Planet Earth School Tour" بتعليم وتوزيع الوسائل التعليمية لأطفال المدارس. في الاهتمام بالبيئة، والوعي بالطاقة المتجددة، والتنوع البيولوجي. إعادة التدوير والاحترام.
نمت مسابقة ملكة جمال الأرض على مر السنين، مع مشاركة المزيد من الدول كل عام. كما زاد عدد مسابقات ملكة جمال الأرض الوطنية في كل قارة أيضًا. في عام 2003، أصبحت ثالث أكبر مسابقة ملكة جمال دولية، متجاوزة بذلك عدد المرشحين لملكة جمال العالم.
في عام 2006، بدأت مسابقة ملكة جمال الأرض في استضافة جوائز أبطال الأرض لبرنامج الأمم المتحدة للبيئة، وهي جوائز البيئة الدولية السنوية التي أنشأتها الأمم المتحدة في 2005 لتكريم الإنجازات والقادة البيئيين البارزين على مستوى السياسات. انضمت Miss Earth أيضًا إلى Greenpeace للدعوة إلى حظر المحاصيل الغذائية المعدلة وراثيًا، وتعزيز الزراعة العضوية والنهوض بالزراعة المستدامة.
تعاونت مؤسسة Miss Earth مع The Climate Reality Project في عام 2016 من أجل «تدريب فيلق قيادة الواقع المناخي» الذي أجراه مؤسسها ورئيسها، ونائب رئيس الولايات المتحدة السابق، آل غور لإنشاء منصة فعالة للتوعية بشأن تغير المناخ.
منذ بدايتها، أقيمت المسابقة في الغالب في الفلبين، إما في أكتوبر أو نوفمبر، ومنذ عام 2002، تم بثها على مستوى البلاد عبر ABS-CBN (باستثناء عام 2018 عندما بثت شبكة GMA المسابقة) و Studio 23 (حتى تم إغلاقها) في عام 2014) مع تأخر البث الدولي في أكثر من 80 دولة عبر Star World (الآن Fox Life و The Filipino Channel.

### مسابقة تصميم الأزياء البيئية
في 4 نوفمبر 2008، تم إطلاق مسابقة Miss Earth Eco-Fashion Design من قبل مؤسسة Miss Earth كحدث سنوي لمصممي الأزياء المحترفين وغير المحترفين لابتكار تصميمات صديقة للبيئة. تصميمات الأزياء مصنوعة من مواد قابلة لإعادة التدوير وطبيعية ومواد عضوية وتصميمات أو أنماط صديقة للبيئة يمكن ارتداؤها في الحياة اليومية أو تستحق المدرج.
المندوبين
المقال الرئيسي: قائمة دول ملكة جمال الأرض
اجتذبت المسابقة مندوبين من البلدان والأقاليم التي عادة ما تستهجن مسابقات ملكات الجمال.
في عام 2003، حظيت فيدا سامادزاي، وهي امرأة أفغانية تقيم الآن في الولايات المتحدة، باهتمام الصحافة بعد مشاركتها في البكيني الأحمر. كانت سامادزاي أول امرأة أفغانية تتنافس في مسابقة ملكة جمال دولية منذ ما يقرب من ثلاثة عقود، لكن حقيقة أنها كانت ترتدي البيكيني أثارت ضجة في بلدها الأم. أدانت المحكمة الأفغانية العليا مشاركتها في المسابقة، قائلة إن عرض جسد المرأة يتعارض مع الشريعة الإسلامية والثقافة الأفغانية.
في عام 2005، كانت ملكة الجمال الباكستانية، نعومي زمان، أول فائزة بملكة جمال باكستان تشارك في مسابقة ملكة جمال الأرض، وهي أول مندوبة من باكستان تتنافس في أي مسابقة دولية كبرى. ملكات الجمال موضع استياء في باكستان.
تصدرت ملكة جمال Tibet Earth 2006، Tsering Chungtak ، التبت الأولى التي تمثل التبت في أي مسابقة ملكة جمال دولية كبرى، عناوين الصحف عندما لفتت الانتباه الدولي نحو نضال التبت من أجل الحرية. كما دعت إلى حدود الآداب الاجتماعية المقبولة تجاه القرن الحادي والعشرين، في الثقافة التبتية المحافظة تقليديًا، حيث ترتدي معظم النساء البالغات فساتين بطول الكاحل. ومع ذلك، حصلت مشاركتها في المسابقة على موافقة الدالاي لاما
قامت شركة Carousel Productions بترخيص منظمة Miss Cuba في عام 2007 لاختيار أول ممثل كوبي في Miss Earth. أريانا باروك فازت. أصبحت أول ملكة جمال لكوبا منذ عدة عقود، وتنافست في مسابقة ملكة جمال الأرض. في عام 2007 أيضًا، دخلت ملكة جمال الأرض التاريخ عندما تنافس مندوبون من الصين وهونج كونج وماكاو وتايوان والتبت معًا لأول مرة في مسابقة ملكة دولية على الرغم من الحساسيات السياسية.
في عام 2008، أرسلت مملكة بوتان البوذية، إحدى أكثر دول العالم عزلة،  ملكة جمال بوتان الأولى، تسوكي تسومو كارشون. كما أرسلت رواندا أول فائزة وطنية لملكة جمال رواندا، سينثيا أكازوبا؛ تنافس كلاهما في مسابقة ملكة جمال الأرض لعام 2008.
في عام 2009، أرسلت منظمة Beauties of Africa ، Inc. صاحبة امتياز Miss Earth South Sudan ، Aheu Kidum Deng ، ملكة جمال جنوب السودان 2009، التي يبلغ طولها 196 سم (6 أقدام و 5 بوصات)، وهي أطول ملكة جمال موثقة على الإطلاق. المشاركة في أي ملكات جمال دولية.
ظهرت فلسطين لأول مرة في واحدة من المسابقات الأربع الكبرى في عام 2016 عبر Miss Earth عندما مثلت ناتالي الرنتيسي فلسطين بموافقة محمود عباس، رئيس دولة فلسطين والسلطة الوطنية الفلسطينية، حيث قامت بزيارة مجاملة في قصر المقاطعة قبل الاجتماع. رحيلها للمشاركة في المسابقة. ومع ذلك، رفضت ملكة جمال فلسطين ارتداء البكيني لكنها سمحت بالمشاركة في الأحداث بما في ذلك خاتمة Miss Earth 2016.
أيضًا في نسخة 2016 من مسابقة ملكة جمال العراق، أرسلت منظمة ملكة جمال العراق سوزان عامر السليماني كأول ممثلة للعراق منذ عام 1972 في مسابقة Big Four للمشاركة في مسابقة ملكة جمال الأرض 2016. ومع ذلك، كانت هي الوحيدة التي ارتدت فستانًا بدلاً من البكيني خلال المؤتمر الصحفي للملكة.
في مسابقة ملكة جمال 2017، ظهرت ملكة جمال رواندا هونورين هيروا أواسي في مسابقة ملابس السباحة مرتدية ثوبًا، محافظًا على تقليد رواندا القديم المتمثل في عدم ارتداء البيكينيات في الأماكن العامة.
حظيت ملكة جمال لبنان 2018 سلوى عكار باهتمام الصحافة الدولية عندما جُردت من لقبها في لبنان، أثناء مشاركتها في مسابقة ملكة جمال الأرض 2018 بعد أن نشرت صورة على فيسبوك بذراعها حول ملكة جمال إسرائيل دانا زريق ووضعت لافتات سلام. لبنان وإسرائيل في حالة حرب طويلة الأمد. نتيجة لذلك، لم تتمكن من مواصلة مشاركتها في مسابقة ملكة جمال الأرض. في بيان صحفي، رد المتحدث باسم رئيس الوزراء الإسرائيلي بنيامين نتنياهو، أوفير جندلمان، على خلع أكار وأدان «الفصل العنصري اللبناني».
أرسلت بابوا غينيا الجديدة أول ممثل لها في مسابقة ملكة جمال الأرض 2019 مع بولين تيبولا، لتصبح أول ممثلة في [[[Big Four International Beauty Pageants] منذ ملكة جمال العالم 1990].
في عام 2020، احتفلت النسخة العشرين من ملكة جمال الأرض بدخول دول مثل بنغلاديش (ميجنا علم) وبوركينا فاسو (أميرة نعمة بساني) وسوريا (تيا الكردي). هذه هي المرة الثانية التي تشارك فيها بوركينا فاسو في المسابقات الأربعة الكبار بعد ملكة جمال العالم 2019 والأولى لسوريا التي تشارك في مسابقة ملكة جمال دولية كبرى منذ عدة عقود بعد ملكة جمال العالم 1966.

### الموقع

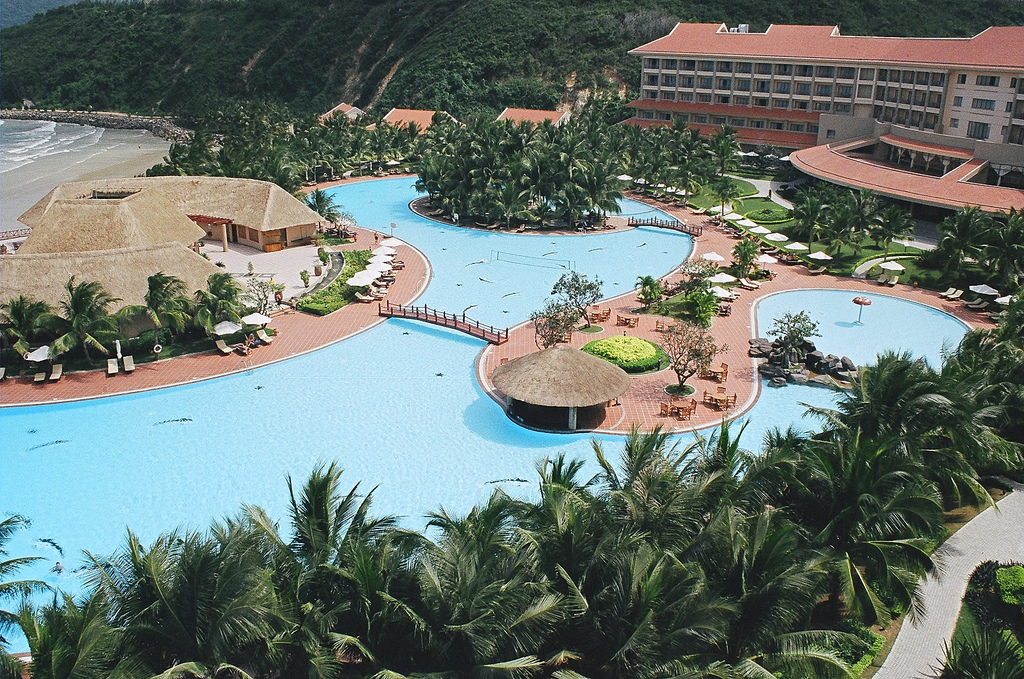
منتجع Vinpearl في فيتنام ، المكان الأول خارج الفلبين في عام 2010.

أقيمت المسابقة في الفلبين كل عام من 2001 إلى 2009. وكان من المقرر أن تقام مسابقة ملكة جمال الأرض ملكة جمال الأرض 2006 في سانتياغو، تشيلي في 15 نوفمبر 2006، لكن البلد المضيف فشل في تلبية متطلبات اللجنة المضيفة؛ تم نقل المسابقة إلى الفلبين.
في عام 2008، أقيمت المسابقة لأول مرة خارج متروبوليتان مانيلا. تم عقده في مدرج كلارك إكسبو Clark Expo Amphitheater ‏ في أنجيليس، بامبانجا بامبانغا في 9 نوفمبر 2008.
في عام 2009، أقيمت المسابقة لأول مرة خارج جزيرة لوزون. عُقد مكان التتويج الليلي لملكة جمال الأرض لعام ملكة جمال الأرض 2009 في منتجع ومركز مؤتمرات Boracay Ecovillage في جزيرة بوراكاي، الفلبين.
في عام 2010، أقيمت المسابقة أخيرًا لأول مرة خارج الفلبين. أقيم مكان التتويج الليلي لملكة جمال الأرض ملكة جمال الأرض 2010 في مدرج فينبيرل لاند في نها ترانج، فيتنام.
في عام 2011، كان من المقرر عقد المسابقة في 3 ديسمبر 2011 في Impact ، Muang Thong Thani ، بانكوك، تايلاند ولكن بسبب حالة الفيضانات في تايلاند، قررت شركة Carousel Productions نقل مكان مسابقة ملكة جمال الأرض ملكة جمال الأرض 2011 إلى مانيلا، الفلبين.
في عام 2012، كان من المفترض أن تقام المسابقة في بالي بإندونيسيا لكن المنظمين لم يستوفوا الحد الأدنى من المتطلبات في الوقت المحدد، لذلك تم نقلها إلى الفلبين. تم عقد Miss Earth 2012 في 24 نوفمبر 2012 في القصر في مدينة مونتينلوبا مونتنلوبا، الفلبين.
في عام 2015، أقيمت المسابقة ملكة جمال الأرض 2015 لأول مرة في أوروبا في ماركس هال Marx Halle في فيينا، النمسا.

### البلدان المضيفة والأماكن
| النسخة | السنة | التاريخ     | مكان الحفل                                      | البلد المضيف | البلد المضيف                              |
| ------ | ----- | ----------- | ----------------------------------------------- | ------------ | ----------------------------------------- |
| 1st    | 2001  | October 28  | جامعة الفلبين، كيزون، مانيلا                    | فلبين        | الفلبين                                   |
| 2nd    | 2002  | October 29  | Folk Arts Theater، باساي، مانيلا                | فلبين        | الفلبين                                   |
| 3rd    | 2003  | November 9  | جامعة الفلبين، كيزون، مانيلا                    | فلبين        | الفلبين                                   |
| 4th    | 2004  | October 24  | جامعة الفلبين، كيزون، مانيلا                    | فلبين        | الفلبين                                   |
| 5th    | 2005  | October 23  | جامعة الفلبين، كيزون، مانيلا                    | فلبين        | الفلبين                                   |
| 6th    | 2006  | November 26 | Museum of the Filipino People، مانيلا، مانيلا   | فلبين        | الفلبين                                   |
| 7th    | 2007  | November 11 | جامعة الفلبين، كيزون، مانيلا                    | فلبين        | الفلبين                                   |
| 8th    | 2008  | November 9  | Clark Expo Amphitheater ‏، انجلس، بامبانغا       | فلبين        | الفلبين                                   |
| 9th    | 2009  | November 22 | Boracay Convention Center، بوراكاي، ولاية أكلان | فلبين        | الفلبين                                   |
| 10th   | 2010  | December 4  | Vinpearl Land Amphitheater, نها ترانج           | فيتنام       | فيتنام                                    |
| 11th   | 2011  | December 3  | جامعة الفلبين، كيزون، مانيلا                    | فلبين        | الفلبين                                   |
| 12th   | 2012  | November 24 | Versailles Palace, مونتنلوبا، مانيلا            | فلبين        | الفلبين                                   |
| 13th   | 2013  | December 7  | Versailles Palace, مونتنلوبا، مانيلا            | فلبين        | الفلبين                                   |
| 14th   | 2014  | November 29 | جامعة الفلبين، كيزون، مانيلا                    | فلبين        | الفلبين                                   |
| 15th   | 2015  | December 5  | Marx Halle, فيينا                               | النمسا       | النمسا                                    |
| 16th   | 2016  | October 29  | مول أوف آسيا أرينا، باساي، مانيلا               | فلبين        | الفلبين                                   |
| 17th   | 2017  | November 4  | مول أوف آسيا أرينا، باساي، مانيلا               | فلبين        | الفلبين                                   |
| 18th   | 2018  | November 3  | مول أوف آسيا أرينا، باساي، مانيلا               | فلبين        | الفلبين                                   |
| 19th   | 2019  | October 26  | Cove Manila at Okada Manila، باراناك، مانيلا    | فلبين        | الفلبين                                   |
| 20th   | 2020  | November 29 | مسابقة ملكة جمال افتراضية Virtual Pageant       |              | مسابقة ملكة جمال افتراضية Virtual Pageant |

### معايير التحكيم
في التحكيم المسبق، يتم الحكم على مندوبي Miss Earth من خلال ذكائهم ومعرفتهم بالقضايا والسياسات البيئية التي تشكل 30٪ من النتيجة الإجمالية بينما المعايير المتبقية هي كما يلي: 35٪ للجمال، 20٪ الشكل والهيئة، 10 ٪ الاتزان و 5٪ الحضور.

## الألقاب ونصف النهائي
في السنوات الأولى من المسابقة، من 2001 إلى 2003، تم اختيار عشرة متسابقين في الدور نصف النهائي في Miss Earth. من عام 2004 إلى عام 2017، تم اختيار ستة عشر متأهلاً لنصف النهائي باستثناء نسخة 2010 (العاشرة) حيث تم اختيار 14 فقط من المتأهلين لنصف النهائي. ومنذ ذلك الحين ارتفع العدد إلى 18 في 2018 و 20 في 2019. منذ عام 2004، تم تقليص المتأهلين إلى نصف النهائي إلى ثمانية (8) متسابقين، ثم إلى النهائيات الأربعة التي تم الإعلان عن الوصيف والفائز. بحلول عام 2019، تمت زيادة عدد المتأهلين للتصفيات النهائية إلى عشرة (10). تتويج الفائزة بلقب ملكة جمال الأرض؛ تم تسمية الوصيفتين على اسم العناصر الكلاسيكية للطبيعة: ملكة جمال النار Miss Fire (الوصيفة الثالثة)، ملكة جمال الماء Miss Water (الوصيفة الثانية)، وملكة جمال الهواء Miss Air (الوصيفة الأولى)، ومع ذلك، بدءًا من عام 2010 في المركز الثاني أو «ألقاب العناصر»(الهواء والماء والنار) لها نفس الأهمية وبالتالي لها نفس الترتيب.

## حاملات اللقب الحاليات
| Year | الدولة الممَثّلة             | حاملة اللقب     | اللقب الوطني                               | عدد المنافِسات |
| 2020 | الولايات المتحدة الأمريكية | ليندسي كوفي     | ملكة جمال الأرض الولايات المتحدة الأمريكية | 84            |
| 2019 | بورتوريكو                  | نيلليز بيمينتيل | ملكة جمال الأرض بورتوريكو                  | 85            |
| 2018 | فيتنام                     | نغوين فونج خانه | ملكة جمال الأرض فيتنام                     | 87            |
| 2017 | فلبين                      | كارين إيباسكو   | ملكة جمال الفلبين الأرض                    | 85            |
| 2016 | الإكوادور                  | كاثرين إسبين    | ملكة جمال الأرض الإكوادور                  | 83            |
| 2015 | فلبين                      | أنجيليا أونغ    | ملكة جمال الأرض الفلبينية                  | 86            |
| 2014 | فلبين                      | جيمي هيريل      | ملكة جمال الأرض الفلبينية                  | 85            |
| 2013 | فنزويلا                    | أليز هينريخ     | ملكة جمال فنزويلا                          | 89            |
| 2012 | جمهورية التشيك             | تيريزا فاجكسوفا | ملكة جمال التشيك                           | 80            |

## معرض صور الملكات

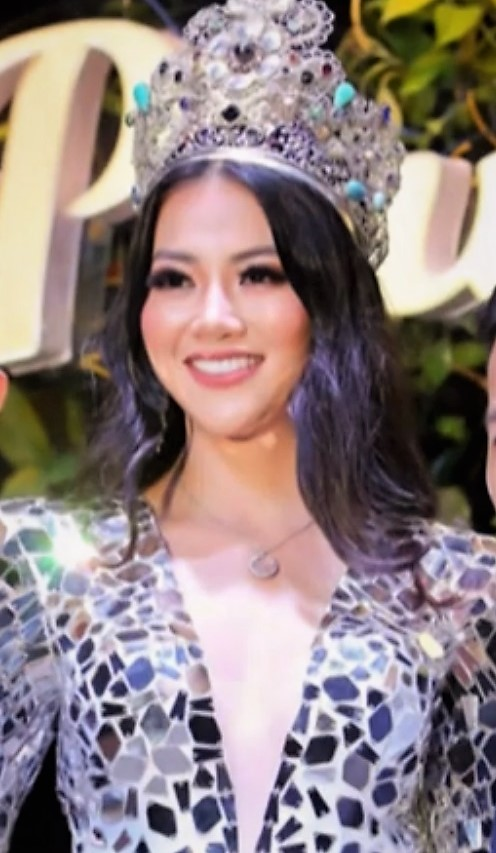
Miss Earth 2018 Nguyễn Phương Khánh فيتنام
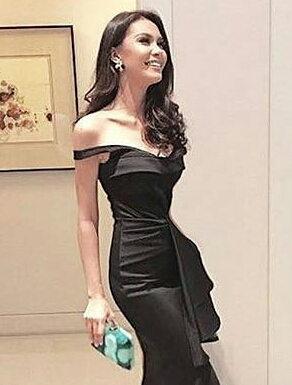
Miss Earth 2015 أنجيليا أونغ الفلبين
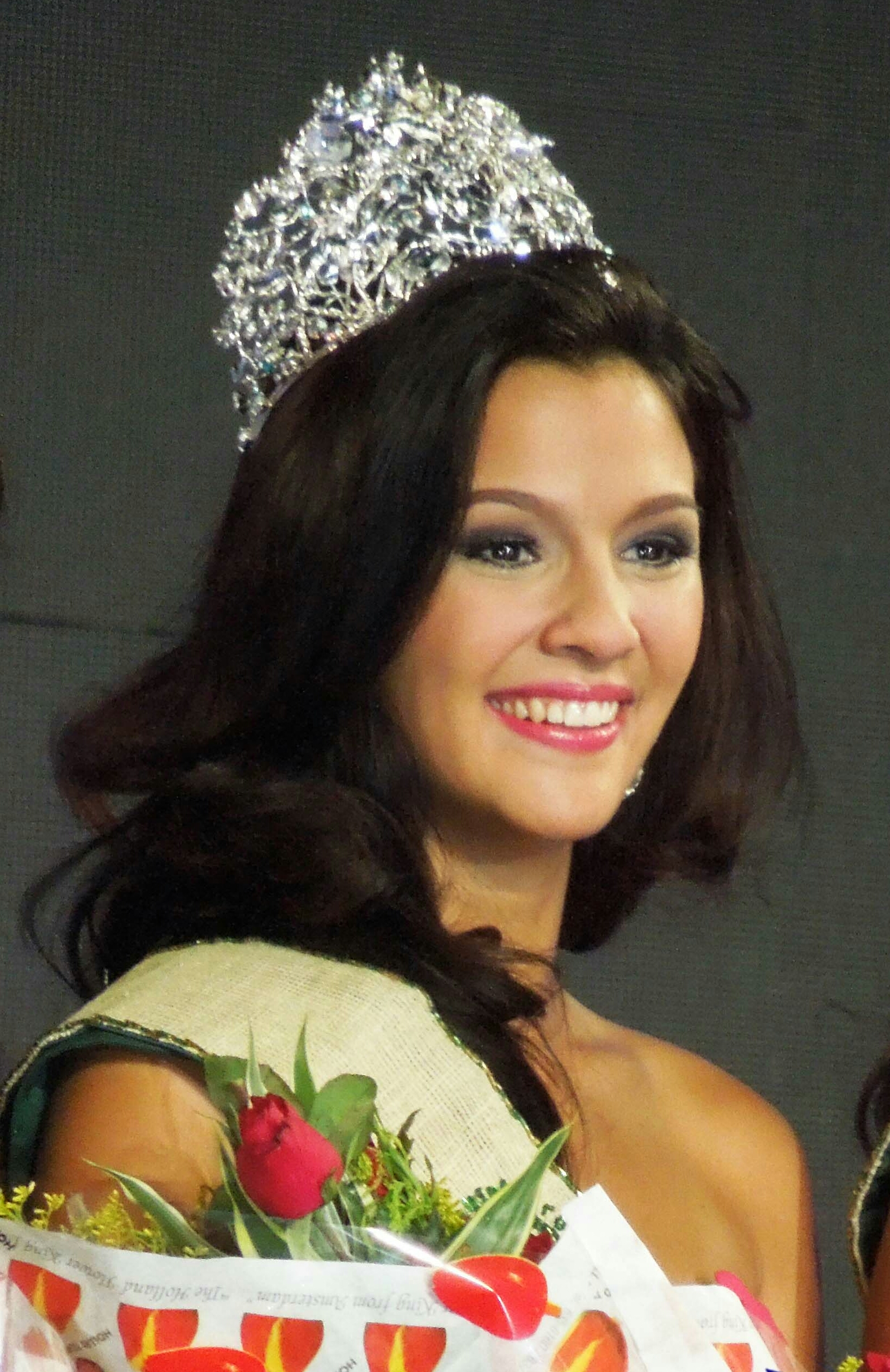
Miss Earth 2014 جيمي هيريل الفلبين
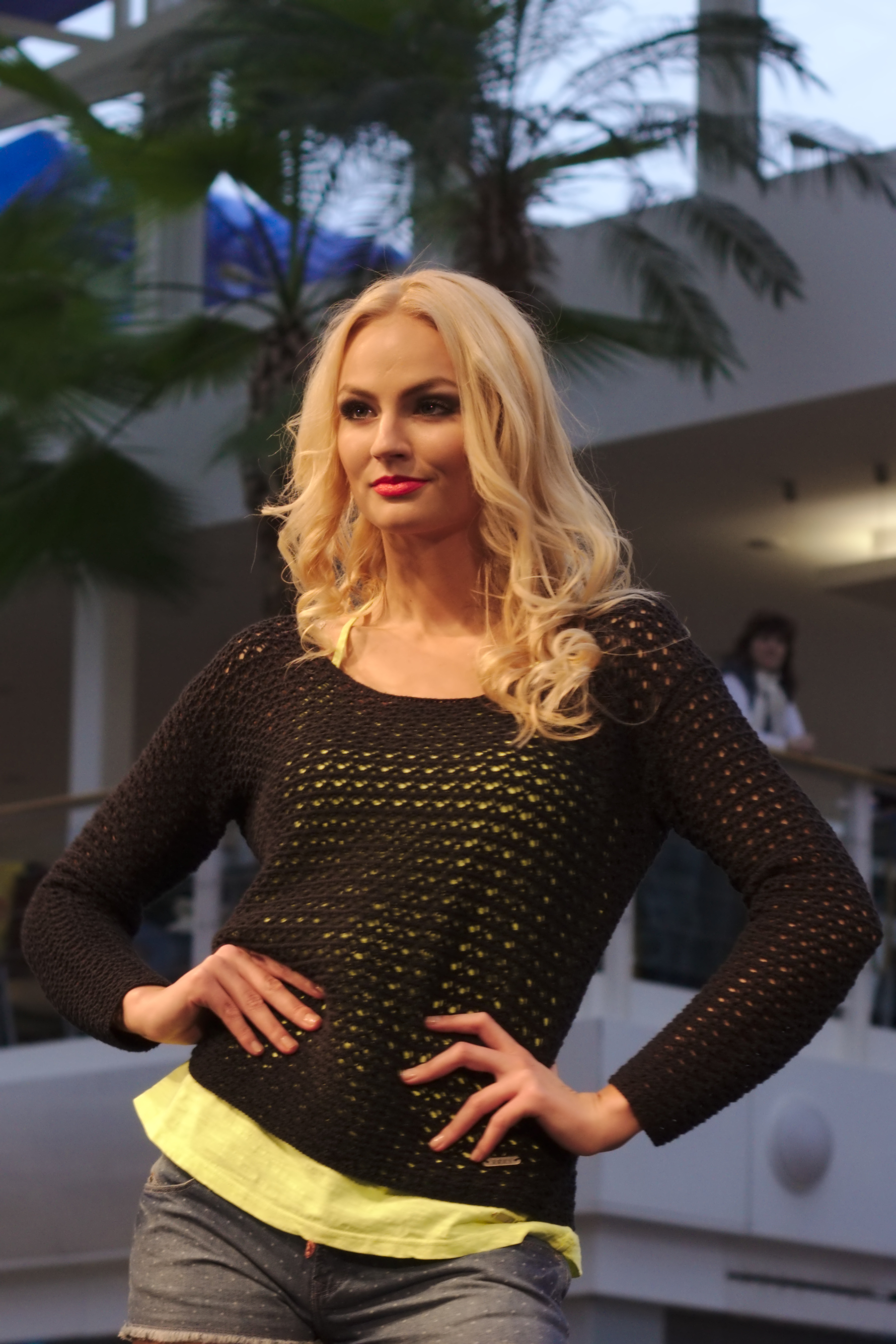
Miss Earth 2012 تيريزا فاجكسوفا التشيك
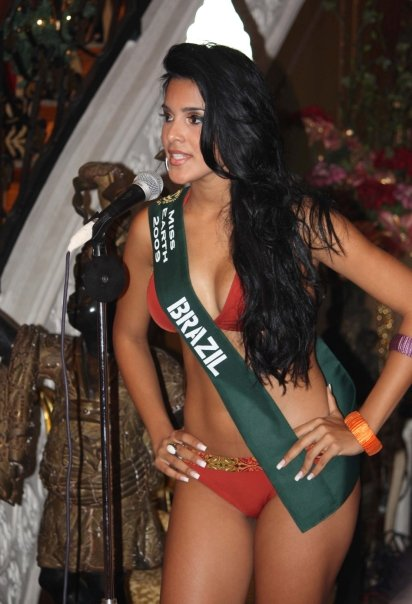
Miss Earth 2009 لاريسا راموس البرازيل
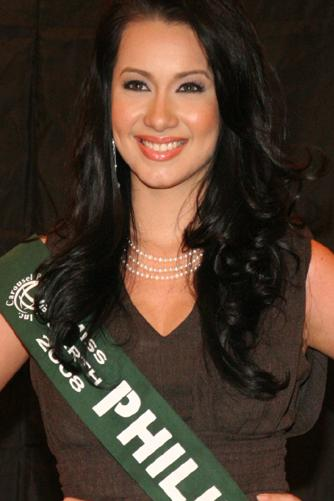
Miss Earth 2008 كارلا هنري الفلبين
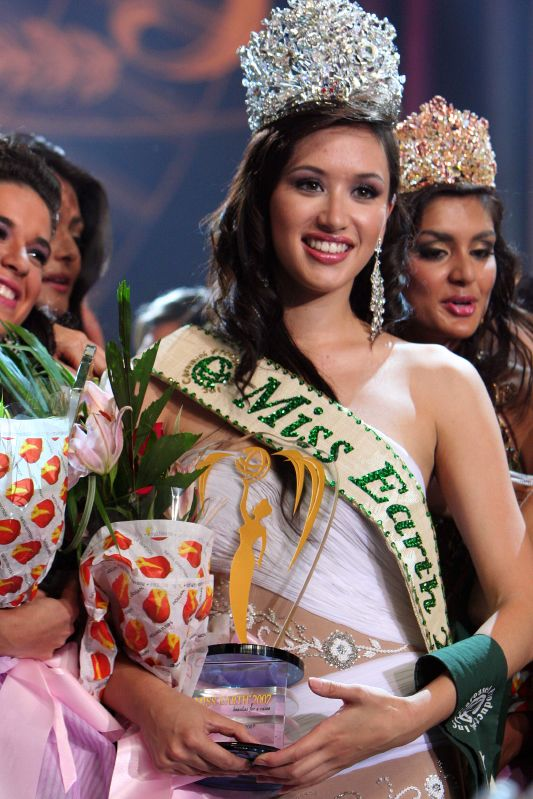
Miss Earth 2007 جيسيكا تريسكو كندا
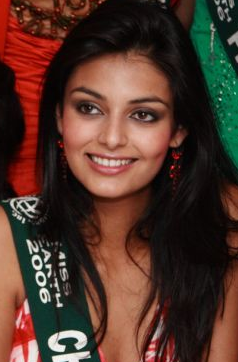
Miss Earth 2006 هيل هيرنانديز تشيلي
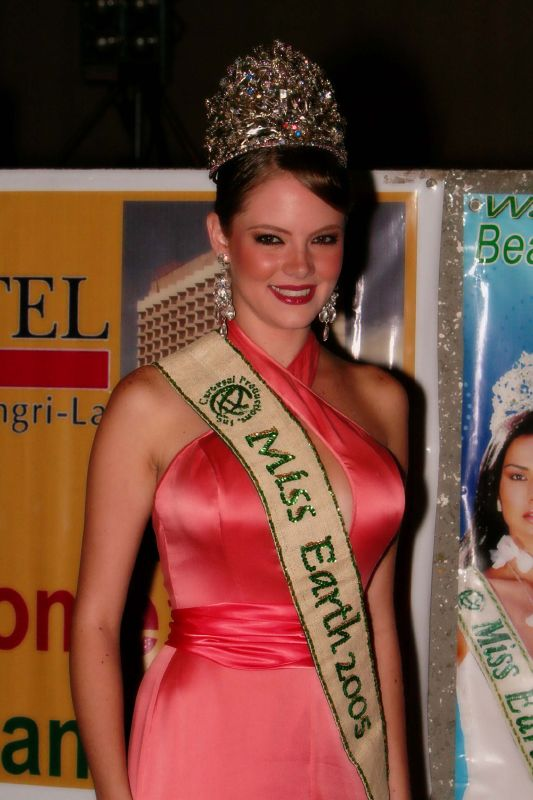
Miss Earth 2005 ألكسندرا براون فنزويلا
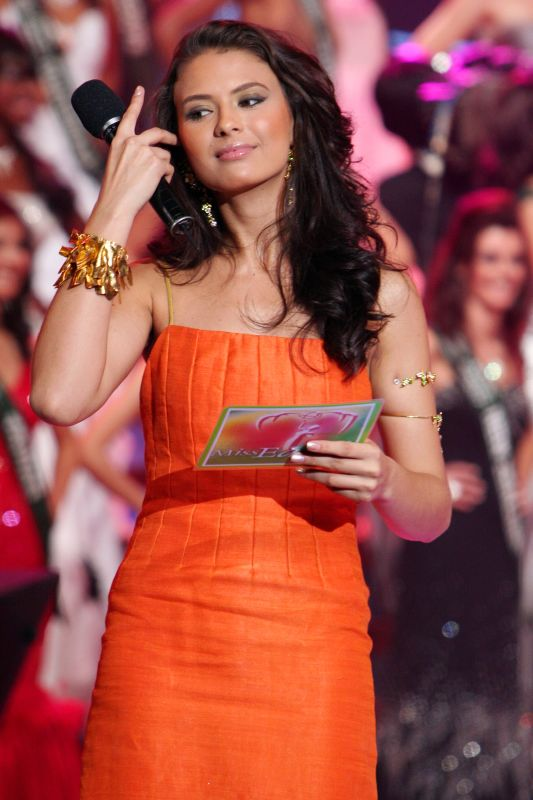
Miss Earth 2004 بريسيلا ميريليس البرازيل
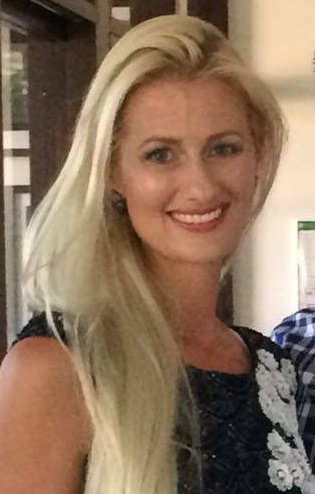
Miss Earth 2001 كاثارينا سفينسون الدنمارك

## التاج والمجوهرات
تم تصميم وإنشاء تاج ملكة جمال الأرض Miss Earth الذي تم استخدامه في عام 2001 وتاج سواروفسكي سواروفسكي في 2002-2008 بواسطة مصمم فلبيني حائز على العديد من الجوائز اسمه ارنيل بابا Arnel Papa. 
في 16 نوفمبر 2009، كشفت ملكة جمال الأرض Miss Earth عن تاج جديد صممه مصمم المجوهرات رامونا هار Ramona Haar بإطار مصنوع من الذهب عيار 14 قيراط معاد التدوير بنسبة 100٪ وفضة أرجنتومكس الاسترلينية argentums sterling silver وأحجار مكونة من الماس الأسود black diamonds، الجزع العقيقي sardonyx، الكالسيت calcite، الياقوت ruby، كريستال الكوارتز اليشم jade quartz crystal، العقيق garnet، الزبرجد peridot واللآلئ pearls حيث تم جمعها جميعا من أكثر من 80 دولة مشاركة في عام 2009. في الإصدار الثالث عشر من ملكة جمال الأرض، تم تقديم التيجان الجديدة لحاملي لقب العناصر والتي سميت بتيجان العناصر التي تمثلها وهي الهواء والماء والنار مع أحجار ملونة باللون الأصفر والازرق والاحمر.

## مطالعة إضافية
- Lakhani، Nina (23 أغسطس 2009). "An old chestnut recycled: Miss Earth". ذي إندبندنت. مؤرشف من الأصل في 2019-04-08. اطلع عليه بتاريخ 2016-01-08.

## وصلات خارجية
- الموقع الرسمي